# Вильбуш, Джефф
Джефф Вильбуш (нем. Jeff Wilbusch, род. 14 ноября 1987) — израильско-немецкий актёр.

## Биография и карьера
Джефф Вильбуш родился 14 ноября 1987 года в Хайфе, Израиль, как Ифтах Вильбушевич. Является правнуком Моше Вильбушевича — социалиста-предпринимателя, изобретателя процессов производства маргарина и хлеба из цельного зерна. Его родители стали верующими и соблюдающими религиозные традиции иудаизма и затем, когда он был маленьким, переехали в хасидскую общину в Иерусалиме. В семь лет ему поменяли имя на Исраэль из-за светскости имени, данного ему при рождении. В тринадцать лет ушёл из общины, а, затем и перестал быть религиозным. Джефф Вильбуш — старший ребёнок в семье, у него 13 братьев и сестер. В 13 лет Джефф переезжает в Амстердам, чтобы закончить свое образование. В 2011 году Джефф Вильбуш закончил Амстердамский университет (нидерл. Universiteit van Amsterdam, UvA) по специальности международная экономика. Затем Джефф переезжает в Мюнхен, где на протяжении следующих 4 лет изучает актёрское мастерство в школе исполнительских искусств имени Отто Фалькенберга (англ. Otto Falckenberg School of the Performing Arts).
В 2018 году он сыграл роль Антона Местербейна в мини-сериале «Маленькая барабанщица» (англ. The Little Drummer Girl) и Ноя Вайса в телесериале «Плохие банки» (англ. Bad Banks). В 2020 году Джефф Вильбуш снялся в немецко-американском мини-сериале «Неортодоксальная» (англ. Unorthodox). Его герой — Мойше Левкович. Сериал вышел на платформе Netflix 26 марта 2020.
Джефф Вильбуш владеет пятью языками: английским, голландским, немецким, ивритом и идишем.
Живёт в Берлине.

## Фильмография
| Год  | Название              | Оригинальное название   | Роль             | Примечания                    |
| ---- | --------------------- | ----------------------- | ---------------- | ----------------------------- |
| 2016 | По воле небес         | Um Himmels Willen       | Бен Де Фриз      | сприал (участвовал в 1 серии) |
| 2017 |                       | Einmal bitte alles      | Макс             | художественный фильм          |
| 2018 | Плохие банки          | Bad Banks               | Ной Вейс         | сериал, главная роль          |
| 2018 | Маленькая барабанщица | The Little Drummer Girl | Антон Местербейн | сериал                        |
| 2018 | Телефон полиции — 110 | Polizeiruf 110          |                  | сериал, участие в одной серии |
| 2019 |                       | Cologne P.D.            | Девид Сортино    | сериал, участие в одной серии |
| 2019 |                       | Rate Your Date          | Джош             | сериал                        |
| 2020 | Неортодоксальная      | Unorthodox              | Мойше Лефкович   | сериал, главная роль          |
| 2021 | Осло                  | Oslo                    | Ури Савир        | художественный фильм          |
| 2022 | Призвание             | Thе Calling             | Авраам Авраам    | сериал, 8 серий               |